# فرودگاه سالم (هند)

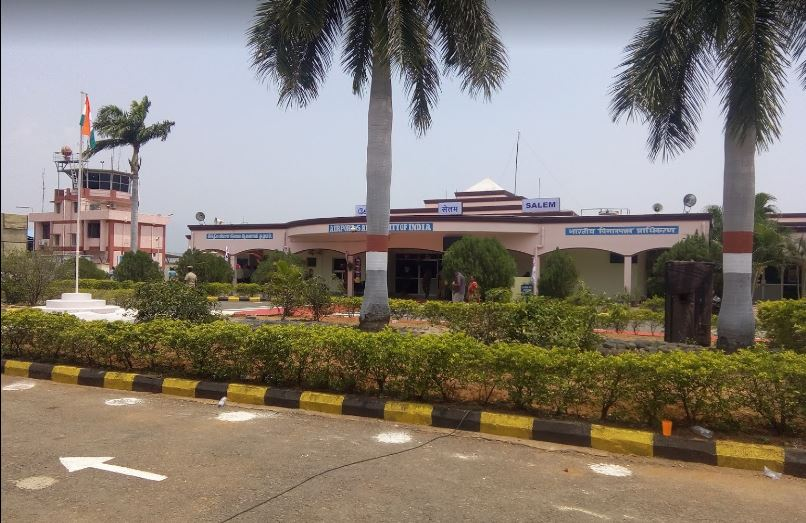
نمای بیرونی فرودگاه سالم

فرودگاه سالم (به انگلیسی: Salem Airport (India)) یک فرودگاه همگانی با کد یاتا SXV است که یک باند فرود آسفالت دارد و طول باند آن ۱۸۰۶ متر است. این فرودگاه در شهر سالم، تامیل نادو کشور هند قرار دارد و در ارتفاع ۳۰۷ متری از سطح دریا واقع شده است.